# Олешњице (Чешке Будјејовице)
Олешњице (чеш. Olešnice) је насељено мјесто са административним статусом сеоске општине (чеш. obec) у округу Чешке Будјејовице, у Јужночешком крају, Чешка Република.

## Становништво
Према подацима о броју становника из 2014. године насеље је имало 776 становника.